# Synagoga przy ul. Mazepy 11 w Drohobyczu
Synagoga przy ul. Mazepy 11 w Drohobyczu – synagoga zbudowana pod koniec XIX wieku. Zgodnie z ideologią panującą w ZSRR i stosunkiem do religii, w świątyni urządzono klub bokserski. Budowla jest mniej okazała od Wielkiej Synagogi.